# Зелёная Гута
Зелёная Гута (укр. Зелена Гута) — село в Рава-Русской городской общине Львовского района Львовской области Украины.
Население по переписи 2001 года составляло 242 человека. Занимает площадь 6,4 км². Почтовый индекс — 80320. Телефонный код — 3252.